# Wil Wheaton
Richard William „Wil” Wheaton III (n. 29 iulie 1972) este un actor american și scriitor. Ca actor este cel mai cunoscut pentru interpretarea lui Wesley Crusher în serialul de televiziune științifico-fantastic Star Trek: Generația următoare, a lui Gordie Lachance în filmul Stand by Me sau pentru rolul lui Joey Trotta din Toy Soldiers. Ca scriitor, este cel mai cunoscut pentru blogul său, Wil Wheaton Dot Net.

## Filmografie
- Prietenii (1986)